# Iwan Alexandrowitsch Gontscharow

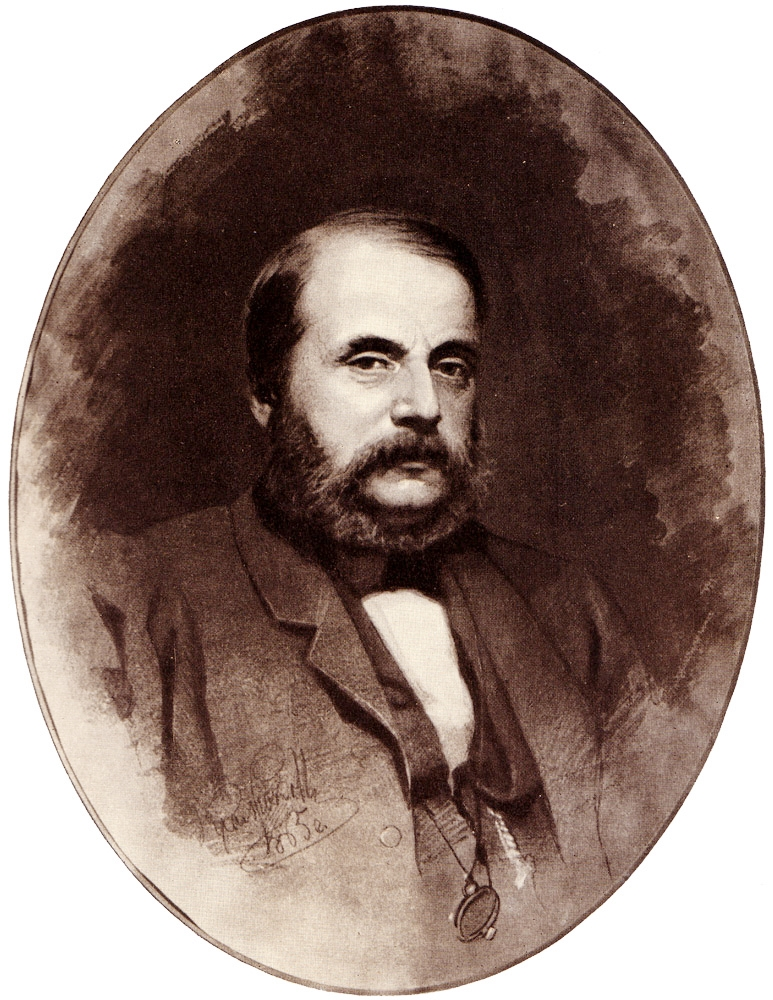
Iwan Gontscharow, Porträt von Iwan Nikolajewitsch Kramskoi (1865)

Iwan Alexandrowitsch Gontscharow (russisch Ива́н Алекса́ндрович Гончаро́в, wiss. Transliteration Ivan Aleksandrovič Gončarov; * 6. Junijul. / 18. Juni 1812greg. in Simbirsk; † 15. Septemberjul. / 27. September 1891greg. in Sankt Petersburg) war ein russischer Schriftsteller. Sein bekanntestes Werk ist der Roman Oblomow (1859).

## Leben

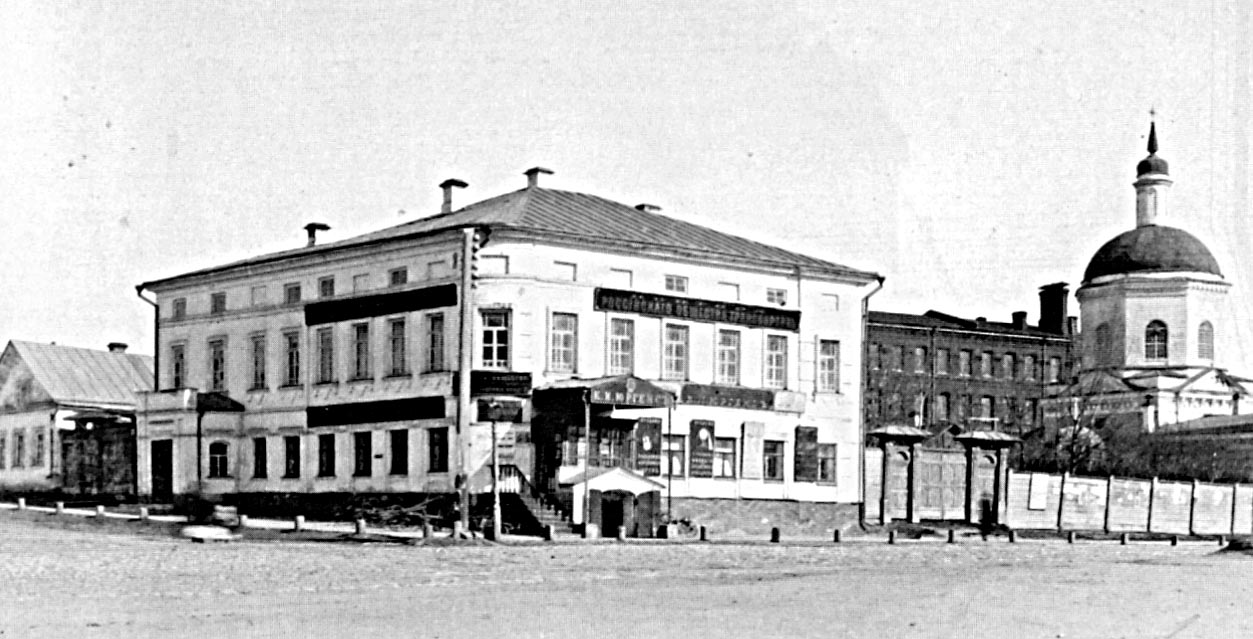
Gontscharows Geburtshaus in Simbirsk (Uljanowsk)

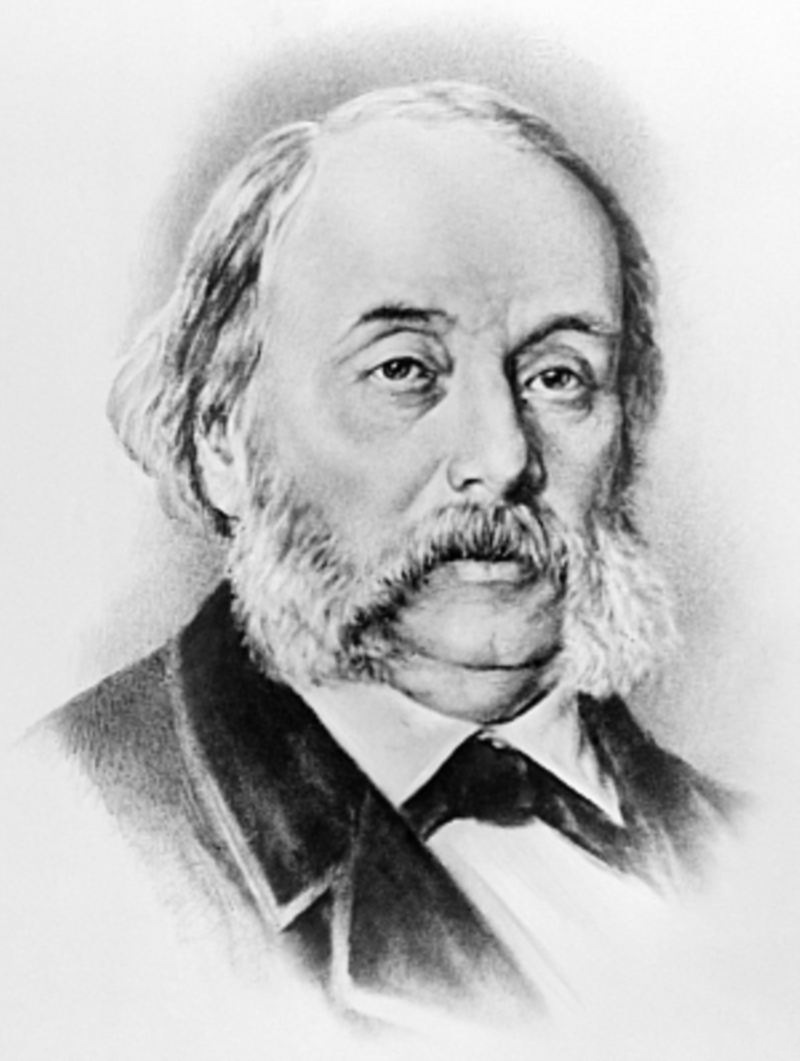
Porträt Gontscharows

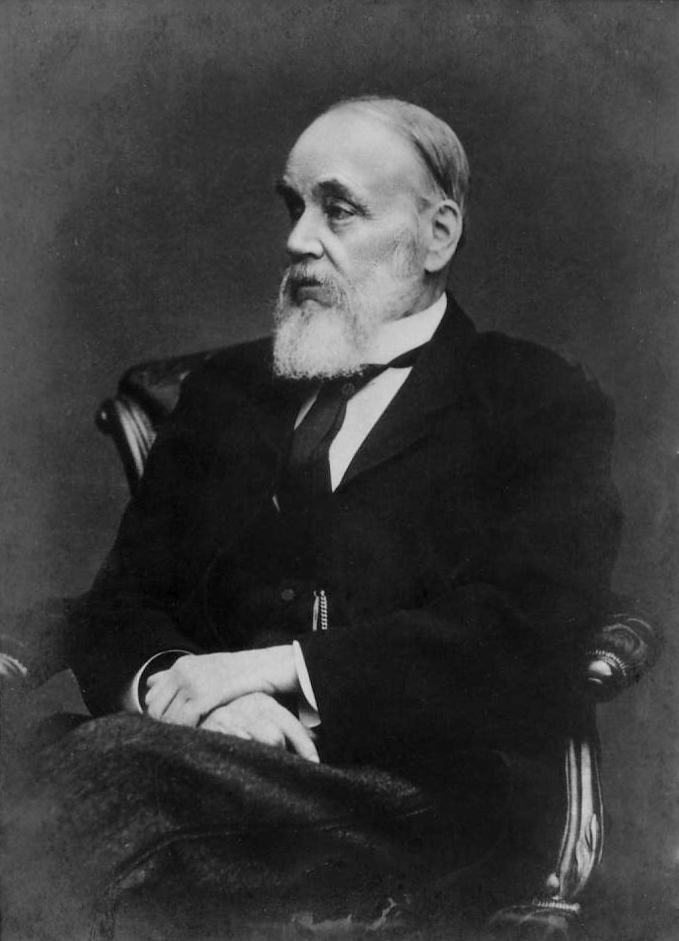
Gontscharow im Jahre 1886

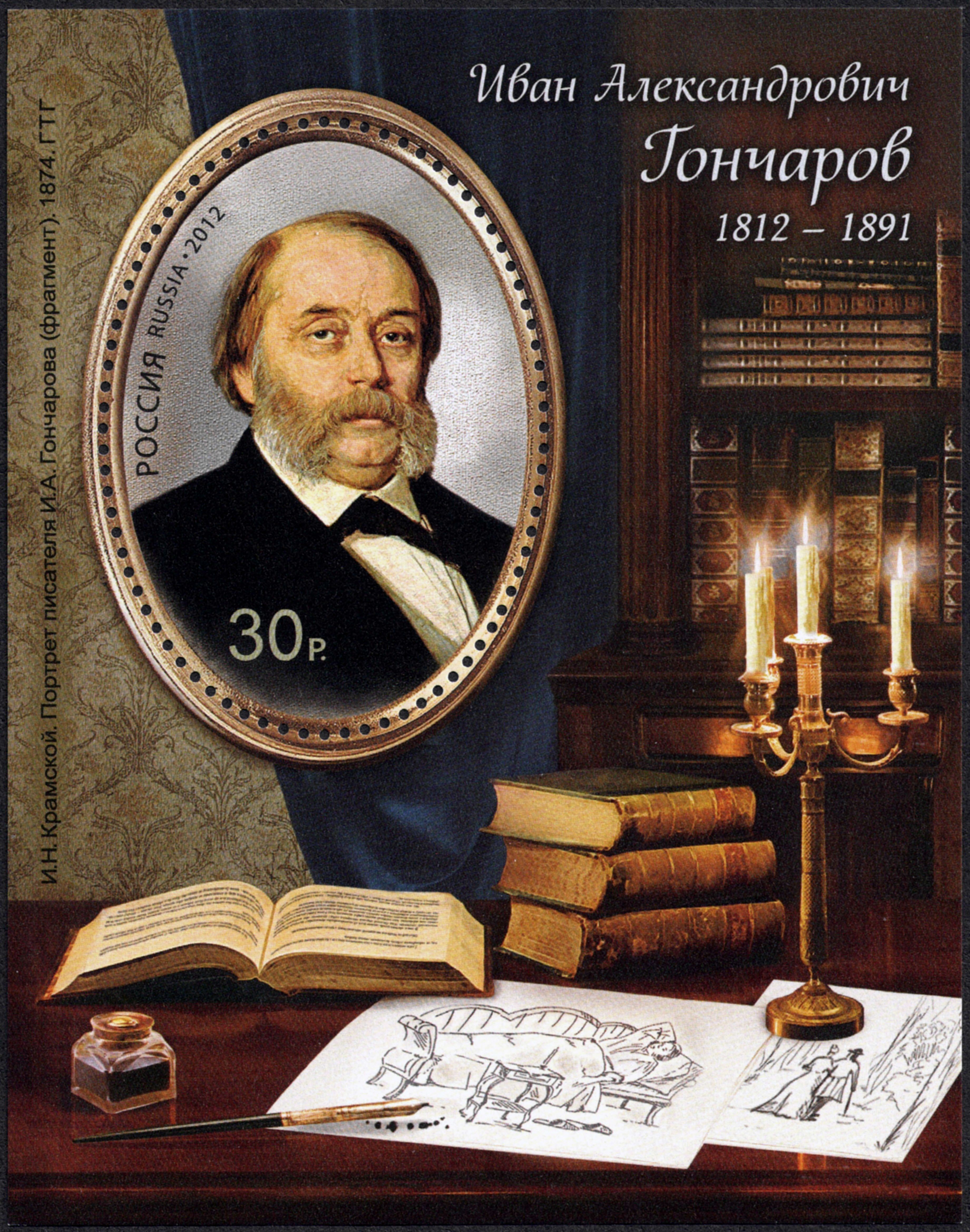
Russische Briefmarke, ausgegeben anlässlich des 200. Geburtstags von Iwan Gontscharow im Jahre 2012

Iwan Gontscharow wuchs als Sohn eines reichen, bereits 1819 verstorbenen Getreidehändlers auf, dessen Geschäft von der Mutter weitergeführt wurde. Der Großvater war in den erblichen Adel versetzt worden, so dass Gontscharow die Krise des patriarchalischen Landadels und seiner Kultur und den Aufstieg einer vielseitig gebildeten liberalen Finanz- und Handelselite im eigenen Umfeld beobachten konnte. Nach Besuch der Handelsschule Moskau 1822 bis 1830 schloss Gontscharow seine Ausbildung 1834 an der Universität Moskau ab und diente danach 30 Jahre lang in Sankt Petersburg zunächst als Übersetzer, dann als kleiner Beamter, ab 1856 als Oberzensor im Volksbildungsministerium, später als leitender Beamter in der obersten Pressebehörde.
Nach frühen Versdichtungen wandte er sich seit 1838 – beeinflusst von Puschkin, Lermontow und Gogol – realistischen Prosaarbeiten zu. 1847 wurde Gontscharows erster Roman, Eine alltägliche Geschichte (Obyknowennaja istorija), publiziert, der sich mit den Konflikten zwischen dem russischen Adel und der aufsteigenden Klasse der Kaufleute auseinandersetzte. Dem Roman folgte die psychologisch-naturalistische Skizze Iwan Sawitsch Podjabrin (1848).
Zwischen 1852 und 1855 reiste Gontscharow als Sekretär des Admirals Putjatin nach England, Afrika, Japan und über Sibirien zurück nach Russland. Sein scharf beobachtender Reisebericht Die Fregatte Pallas (Fregat Pallada) wurde 1858 veröffentlicht und fand internationale Resonanz. Im Jahr darauf erschien sein auch international äußerst erfolgreicher Roman Oblomow, dessen Titelheld mit Shakespeares Hamlet verglichen die Frage Sein oder nicht sein? mit Nein! beantwortet. Unter anderem Dostojewski betrachtete Gontscharow als bemerkenswerten Autor von hoher Qualität, von dem er sich selbst beeinflusst zeigte.
Bereits in seinen ersten Werken wird Gontscharows Grundthema, die grenzenlose Langeweile, deutlich; in seinem Hauptwerk Oblomow ist dieses Thema derart zentral, dass die Antriebslosigkeit des Titelhelden sprichwörtlich im Russischen wurde: Oblomowschtschina, das Versinken im Nichtstun bis zum endgültigen Verfall.

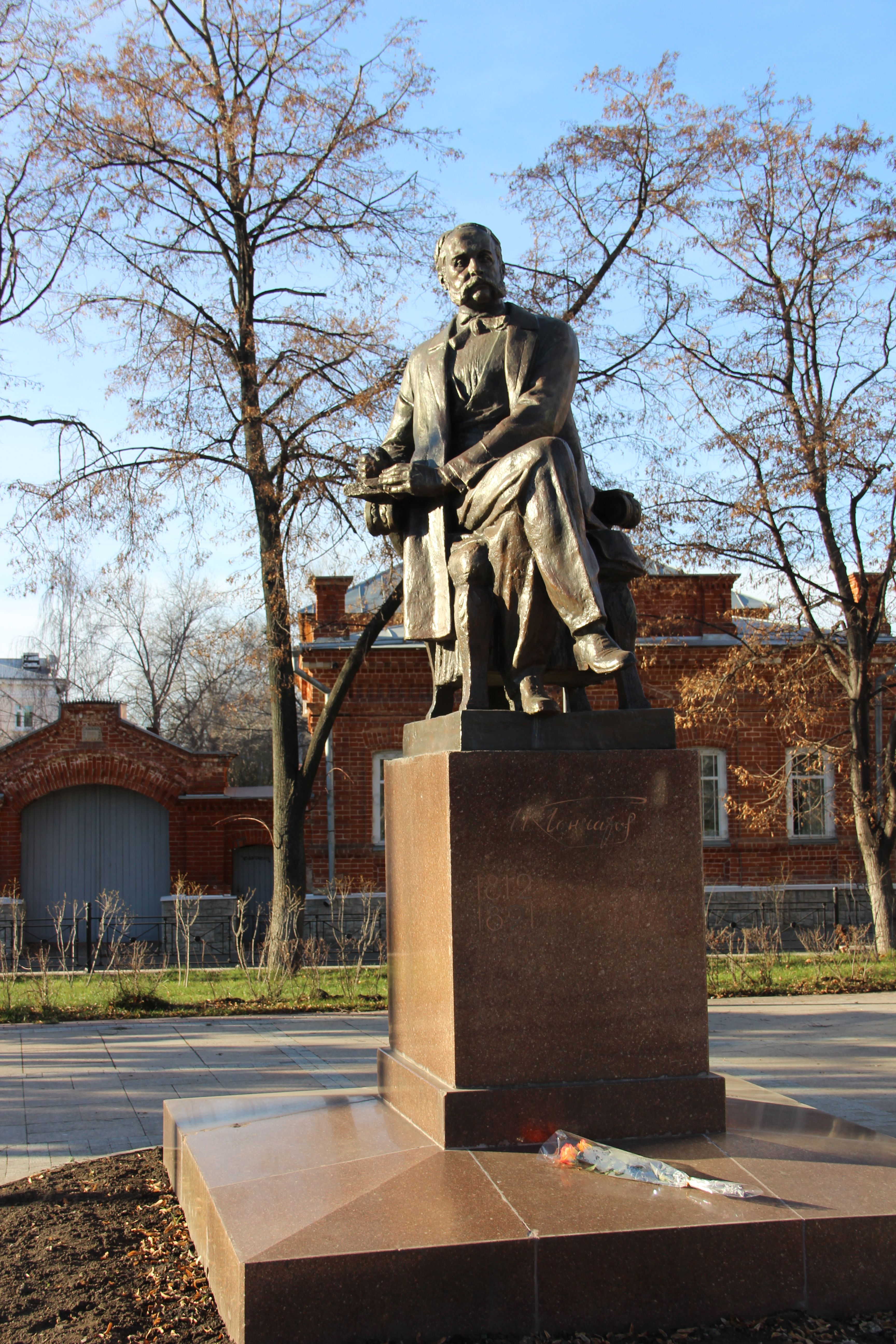
Gontscharow-Denkmal (L. M. Pissarewski, 1965), Simbirsk (Uljanowsk)

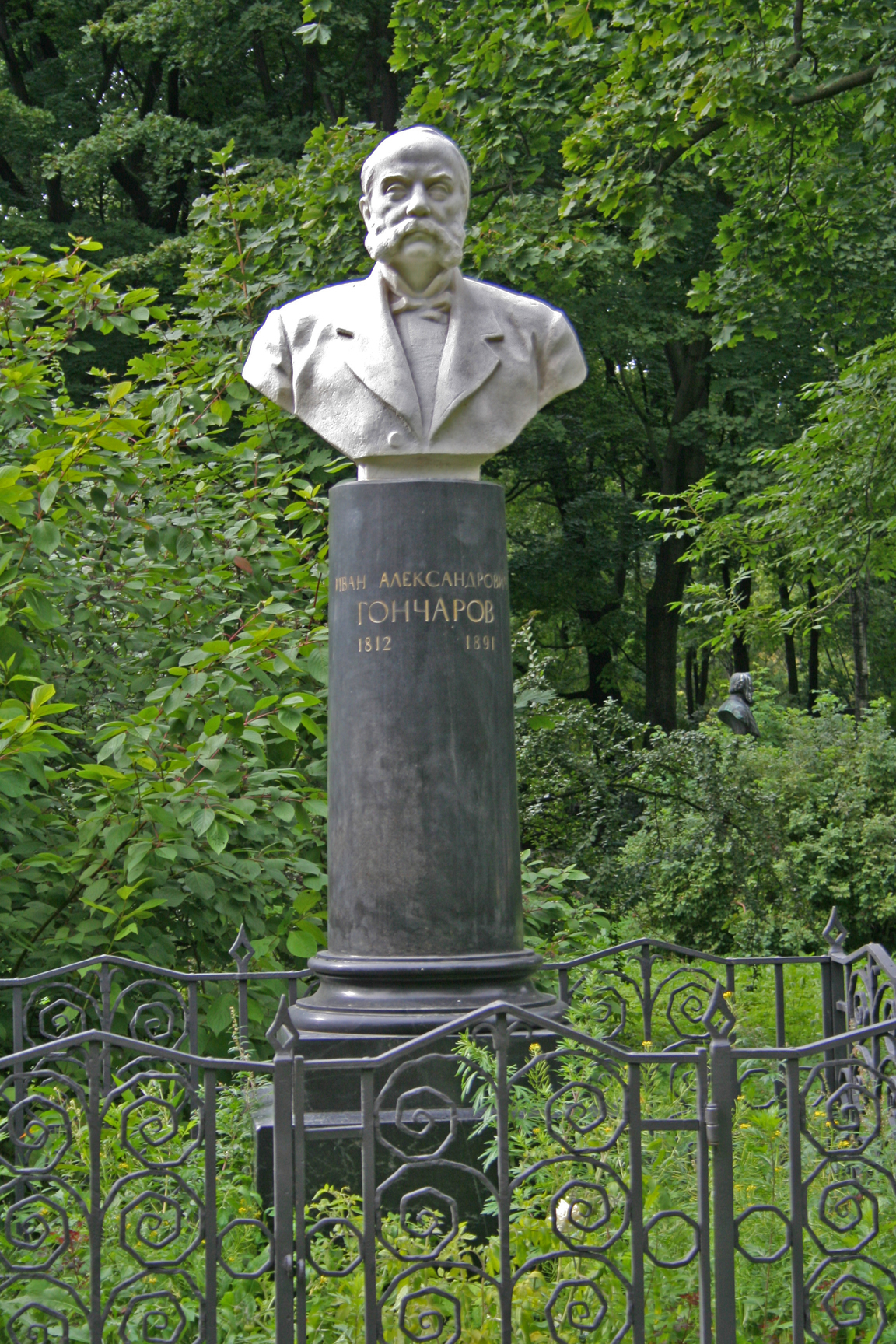
Gontscharows Grabmal auf dem Wolkowo-Friedhof

1867 zog sich Gontscharow von seinem Amt als Regierungszensor zurück und veröffentlichte seinen letzten Roman; Die Schlucht (Obryw) (1869) ist die Geschichte einer Rivalität zwischen drei Männern, die die Liebe einer geheimnisvollen Frau suchen. Dieser Roman wurde nahezu einmütig abgelehnt, da man die konservative Wende des Autors in der Aufbruchzeit nach den Reformen von 1861 nicht nachvollziehen konnte. Den Rest seines Lebens verbrachte er angesichts der negativen Kritik, die diesem und einigen anderen seiner Werke zuteilwurde, in einsamer Zurückgezogenheit. Gontscharow schrieb auch Kurzgeschichten, Kritiken, Essays und Memoiren, die aber erst 1919 erschienen.
1860 wurde er zum korrespondierenden Mitglied der Akademie der Wissenschaften in Sankt Petersburg gewählt.

## Werke
- 1836 Nymphodora Ivanovna. Eine Erzählung aus St. Petersburg im Jahre 1836, Friedenauer Presse, Berlin 2000, ISBN 3-932109-17-1.
- 1838 Die Schwere Not. Eine Erzählung aus St. Petersburg im Jahre 1838, Friedenauer Presse, Berlin 1991, ISBN 3-921592-63-1, übersetzt von Peter Urban.
- 1847 Eine alltägliche Geschichte. (Обыкновенная история, Obyknowennaja istorija). Deutsch von Fega Frisch. Bruno Cassierer, Berlin 1923.
  - Weitere Ausgaben: Volk und Welt, Berlin, 1953; dtv. ISBN 3-538-06624-8, München 1993, dtc-Literatur ISBN 3-423-02310-4 und viele mehr.
- 1848 Iwan Sawitsch Podjabrin
- Briefe von einer Weltreise. Ergänzt durch Texte aus der Fregatte Pallas, übersetzt von Erich Müller-Kamp, Diogenes, Zürich, ISBN 3-89409-053-7 (= detebe-Klassiker, Diogenes-Taschenbuch, Band 21008).
- 1858 Die Fregatte Pallas. Rowohlt 1991. Deutsch von Arthur Luther. ISBN 3-499-40089-8.
- 1859 Oblomow, Manesse, Zürich 1990, ISBN 3-7175-1578-0 / ISBN 3-7175-1579-9.
- 1869 Die Schlucht (Originaltitel: Обрыв, Obryv. Übersetzt von August Scholz). Bruno Cassirer, Berlin 1924.
  - Weitere Ausgaben: Aufbau Verlag Berlin, 1952, Manesse 1959, Gustav Kiepenheuer Verlag, 1981.

Briefe
- 1852–1855 Für den Zaren um die halbe Welt : eine Reise in Briefen, ergänzt durch Texte aus der Fregatte Pallas, Frankfurt am Main : Eichborn 1998, Reihe Die Andere Bibliothek, ISBN 978-3-8218-4168-7.

aus dem Nachlass
- 1875 Der Weihnachtsbaum, vollständige Neuübersetzung von Vera Bischitzky in FAZ vom 30. November 2013, Seiten L1 und L2.

## Ausgaben
- Gontscharow: Die Hügelstürmer von St. Petersburg. Erzählungen, aus dem Russischen übersetzt von Beate Petras, Evelyn Beitz und Bogdan Kovtyk. Kiepenheuer, 1989. ISBN 3-378-00005-8.
  - Als Insel Taschenbuch 1343, 1991. ISBN 3-458-33043-7.

## Hörspiele
- „Oblomow“ (WDR 2003, Regie: Leonhard Koppelmann)